# Ferrari 312 B3
Chronologie des modèles (1973)
Ferrari 312 B2 Ferrari 312 T
Chronologie des modèles (1974-1975)
Ferrari 312 B3 Ferrari 312 T
La Ferrari 312 B3 est une monoplace de Formule 1 engagée par la Scuderia Ferrari dans le cadre des championnats du monde 1973, 1974 et les deux premières manches de la saison 1975. Elle est confiée à Jacky Ickx et Arturo Merzario qui pilotent pour la dernière saison pour l'écurie italienne, puis à Clay Regazzoni et Niki Lauda.

## Saison 1973
La 312 B3 est une évolution de la Ferrari 312 B2. Le moteur, bien que proche de celui de la 312 B2, est plus puissant : il développe 485 chevaux pour un régime inférieur de cent tours par minute. Solution technique utilisée jusqu'alors, la structure tubulaire en acier est délaissée au profit d'une monocoque entièrement en aluminium. C'est le premier châssis de Ferrari avec une telle construction. 
L'amélioration de l'aérodynamique est un des principaux axes d'une conception confiée à Mauro Forghieri. Avec son aileron avant imposant et incliné, la 312 B3 "Spazzaneve", modèle de développement, adopte une allure de chasse-neige, comme son nom l'indique. La version finale engagée en Grands Prix est dotée d'un nez sensiblement différent.
En vingt engagements et douze Grands Prix, la 312 B3 est indisponible à cinq reprises. Fiable, cette monoplace se révèle toutefois nettement moins performante que sa devancière. À son volant, Ickx et Merzario ne réalisent aucun podium et inscrivent trois points : la cinquième place acquise au Grand Prix de France reste le meilleur résultat de la saison. La Scuderia Ferrari se classe sixième du championnat des constructeurs avec 12 points, dont neuf inscrits par la 312 B2.

## Saison 1974

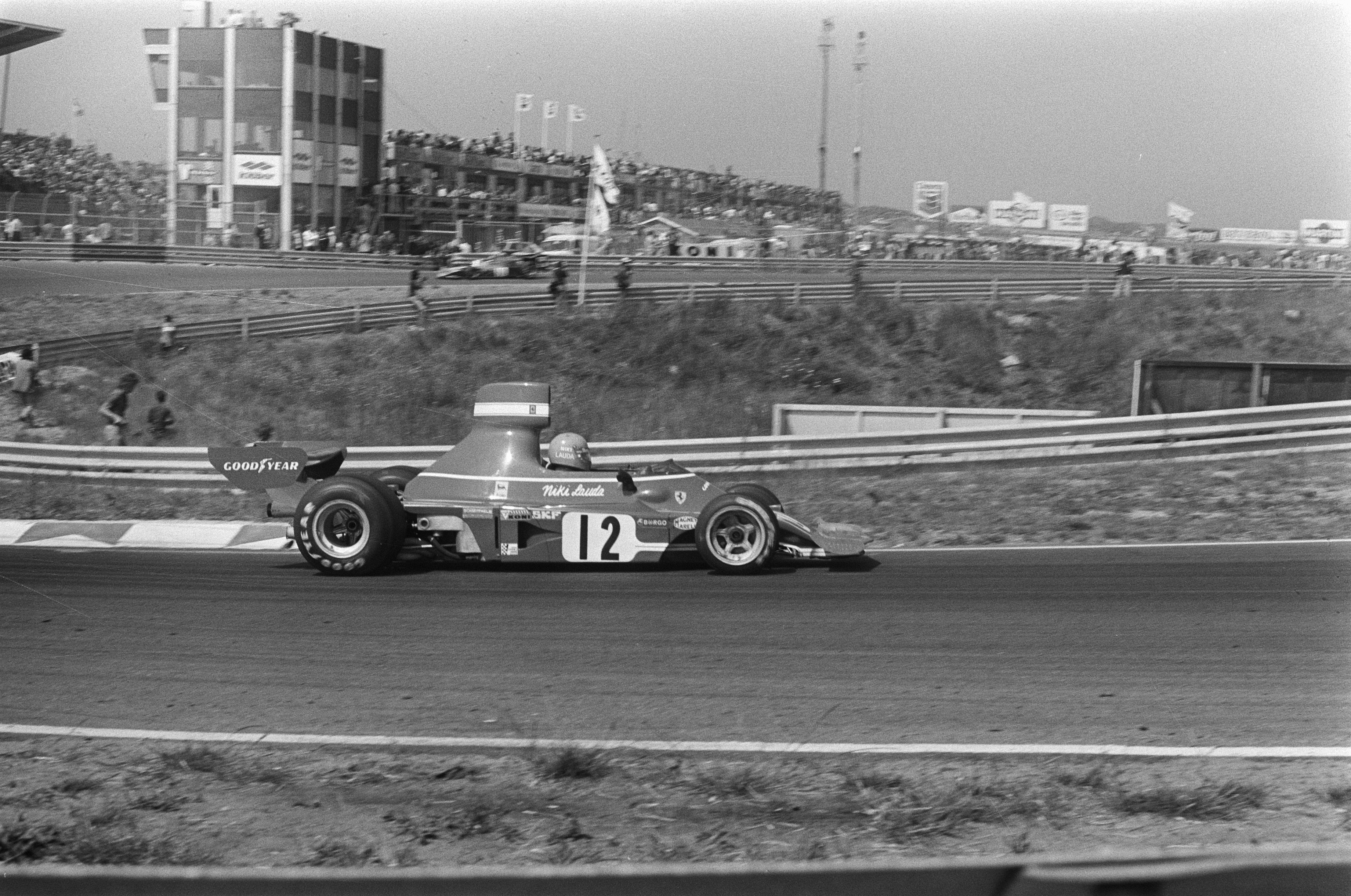
Niki Lauda à bord de la 312 B3 lors du Grand Prix des Pays-Bas 1974

En 1974, la 312 B3, avec son empattement raccourci, est une monoplace entièrement revue. Mauro Forghieri, concepteur, décide d'abandonner la monocoque en aluminium, nouveauté de la saison précédente,  et revient au châssis tubulaire en acier et aluminium, solution technique éprouvée mais qui rend la voiture plus lourde. Placée au-dessus de la tête du conducteur, une boîte à air alimentant le moteur est intégrée. Ce moteur, un V12 à 180° (12 cylindres à plat), développe désormais 490 chevaux. Les trois châssis utilisés en 1973 ont été progressivement modifiés lors de l'intensif programme de développement de l'intersaison (en moyenne cinq heures d'essai par jour sur la piste de Fiorano), avant que l'usine ne construise trois nouveaux châssis suivant les dernières spécifications, validées lors des premières courses de la saison 74.
Ambitieuse, Ferrari compte sur la 312 B3 et ses nouveaux pilotes, Niki Lauda et Clay Regazzoni, de retour après une saison passée chez BRM, pour remporter les titres de champions du monde qui lui échappent depuis 1964.
Avec dix pole positions et six meilleurs tours en course, la 312 B3-74 se montre à la hauteur des attentes pour ce qui est de la performance pure. Si, à cause de problèmes de fiabilité, Lauda et Regazzoni ne remportent que trois victoires, la Scuderia Ferrari termine néanmoins le championnat des constructeurs à la deuxième place, avec 65 points. Au volant de la 312 B3, Clay Regazzoni lutte pour le titre mondial des pilotes et, avec 52 points, se classe finalement deuxième, à trois longueurs d'Emerson Fittipaldi. Niki Lauda, avec 38 points, se classe quatrième.

## Saison 1975
Le nouveau modèle n'étant pas prêt pour les épreuves sud-américaines, la 312 B3 est engagée lors des deux premiers Grands Prix de la saison 1975, en Argentine et au Brésil, avant d'être remplacée par la Ferrari 312 T à partir de la troisième manche du championnat. Clay Regazzoni obtient deux quatrièmes places, Niki Lauda se classant sixième en Argentine et cinquième au Brésil. Lors de ces deux courses, Lauda a utilisé la septième et dernière B3 construite (312 B3/020).

## Palmarès des châssis 312 B3
- Les trois premières coques (010, 011 et 012) furent construites en Angleterre chez John Thompson, les quatre autres (014, 015, 016 et 020) en Italie.

| Date              | Épreuve                       | 312 B3/010  | 312 B3/011      | 312 B3/012      | 312 B3/014      | 312 B3/015     | 312 B3/016      | 312 B3/020 |
| ----------------- | ----------------------------- | ----------- | --------------- | --------------- | --------------- | -------------- | --------------- | ---------- |
| 29 avril 1973     | Grand Prix d’Espagne          | Mulet       | 12e (Ickx)      | -               | -               | -              | -               | -          |
| 20 mai 1973       | Grand Prix de Belgique        | ab. (Ickx)  | Mulet           | -               | -               | -              | -               | -          |
| 3 juin 1973       | Grand Prix de Monaco          | ab. (Ickx)  | ab. (Merzario)  | -               | -               | -              | -               | -          |
| 17 juin 1973      | Grand Prix de Suède           | 6e (Ickx)   | Mulet           | -               | -               | -              | -               | -          |
| 1er juillet 1973  | Grand Prix de France          | 5e (Ickx)   | Mulet           | 7e (Merzario)   | -               | -              | -               | -          |
| 14 juillet 1973   | Grand Prix de Grande-Bretagne | 8e (Ickx)   | Mulet           | -               | -               | -              | -               | -          |
| 19 août 1973      | Grand Prix d'Autriche         | -           | 7e (Merzario)   | -               | -               | -              | -               | -          |
| 9 septembre 1973  | Grand Prix d'Italie           | 8e (Ickx)   | Mulet           | Acc. (Merzario) | -               | -              | -               | -          |
| 23 septembre 1973 | Grand Prix du Canada          | -           | 15e (Merzario)  | -               | -               | -              | -               | -          |
| 7 octobre 1973    | Grand Prix des États-Unis     | -           | 16e (Merzario)  | -               | -               | -              | -               | -          |
| 13 janvier 1974   | Grand Prix d'Argentine        | -           | 3e (Regazzoni)  | 2e (Lauda)      | -               | -              | -               | -          |
| 27 janvier 1974   | Grand Prix du Brésil          | -           | 2e (Regazzoni)  | ab. (Lauda)     | -               | -              | -               | -          |
| 17 mars 1974      | Course des Champions          | -           | 5e (Regazzoni)  | 2e (Lauda)      | -               | -              | -               | -          |
| 30 mars 1974      | Grand Prix d'Afrique du Sud   | -           | ab. (Regazzoni) | 16e (Lauda)     | -               | -              | -               | -          |
| 28 avril 1974     | Grand Prix d’Espagne          | Mulet       | -               | -               | 2e (Regazzoni)  | 1er (Lauda)    | -               | -          |
| 12 mai 1974       | Grand Prix de Belgique        | Mulet       | 4e (Regazzoni)  | 2e (Lauda)      | -               | -              | -               | -          |
| 26 mai 1974       | Grand Prix de Monaco          | ab. (Lauda) | -               | Mulet           | 4e (Regazzoni)  | Mulet          | -               | -          |
| 9 juin 1974       | Grand Prix de Suède           | -           | ab. (Regazzoni) | Mulet           | -               | ab. (Lauda)    | -               | -          |
| 23 juin 1974      | Grand Prix des Pays-Bas       | -           | Mulet           | -               | 2e (Regazzoni)  | 1er (Lauda)    | -               | -          |
| 7 juillet 1974    | Grand Prix de France          | -           | Mulet           | 2e (Lauda)      | 3e (Regazzoni)  | -              | -               | -          |
| 20 juillet 1974   | Grand Prix de Grande-Bretagne | -           | Mulet           | -               | 4e (Regazzoni)  | 5e (Lauda)     | -               | -          |
| 4 août 1974       | Grand Prix d'Allemagne        | -           | -               | acc. (Lauda)    | Mulet           | -              | 1er (Regazzoni) | -          |
| 18 août 1974      | Grand Prix d’Autriche         | -           | Mulet           | -               | 5e (Regazzoni)  | ab. (Lauda)    | -               | -          |
| 8 septembre 1974  | Grand Prix d’Italie           | -           | Mulet           | -               | ab. (Regazzoni) | ab. (Lauda)    | -               | -          |
| 22 septembre 1974 | Grand Prix du Canada          | -           | -               | -               | Mulet           | 2e (Regazzoni) | acc. (Lauda)    | -          |
| 6 octobre 1974    | Grand Prix des États-Unis     | Mulet       | 9e (Regazzoni)  | -               | ab. (Lauda)     | -              | -               | -          |
| 12 janvier 1975   | Grand Prix d'Argentine        | -           | -               | -               | 4e (Regazzoni)  | -              | -               | 6e (Lauda) |
| 26 janvier 1975   | Grand Prix du Brésil          | -           | -               | Mulet           | 4e (Regazzoni)  | -              | -               | 5e (Lauda) |